# Хидер, Аббас
Аббас Хидер (нем.  Abbas Khider, 3 марта 1973, Багдад) — немецкий писатель иракского происхождения.

## Биография
В 1996 был освобожден из иракской тюрьмы, где находился по политическим мотивам. В 1996-2000 жил как беженец в разных странах. В 2000 приехал в Германию, не зная языка. Изучал язык, литературу и философию в Мюнхене и Потсдаме. С 2002 – гражданин ФРГ. Получил несколько стипендий от германских фондов. В 2008 опубликовал на немецком дебютный роман. С тех пор напечатал еще два романа, высоко оцененных критикой и удостоенных крупных премий.

## Романы
- Der falsche Inder. Edition Nautilus, Hamburg 2008 (выдержал до 2013 еще 5 изданий в Германии; англ. пер. 2013)
- Апельсины от президента/ Die Orangen des Präsidenten. Edition Nautilus, Hamburg 2010 (выдержал до 2013 еще 3 издания)
- Brief in die Auberginenrepublik. Edition Nautilus, Hamburg 2013

## Стипендии и премии
- 2009: стипендия имени Альфреда Дёблина Берлинской академии искусств
- 2009–2010: Поощрительная рабочая стипендия Фонда немецкой литературы
- 2010: Почетная грамота Иракского общества поощрения культуры
- 2010: Премия имени Адельберта фон Шамиссо
- 2013: Доцентура университета Koblenz-Landau
- 2013: премия имени Хильды Домин
- 2013: премия Нелли Закс